# Krystyna Pączkowska
Krystyna Teresa Pączkowska (ur. 4 maja 1949) – polska spadochroniarka i reprezentantka Polski w spadochroniarstwie, wicemistrzyni świata i wielokrotna mistrzyni Polski.

## Działalność sportowa
Zaczynała od latania na szybowcach. W 1968 rozpoczęła teoretyczne szkolenie spadochronowe w Sekcji Spadochronowej Aeroklubu Gliwickiego. Pierwszy skok ze spadochronem, wykonała 19 sierpnia 1968 na lotnisku gliwickim z samolotu PZL-101 Gawron pilotowanego przez pilota, Tadeusza Wiśniewskiego. 24 marca 1970 uzyskała I klasę spadochronową. Pierwsze osiągnięcia sportowe uzyskała na ogólnopolskich zawodach kobiet, zwyciężając w 1971, 1972 i w 1974. W 1972 została zakwalifikowana do Spadochronowej Kadry Narodowej. Pierwszy znaczący sukces zawodniczy poza granicami zdobyła na spadochronowych mistrzostwach Francji (1973), zajmując pierwsze miejsce w skokach na celność lądowania. Z kolei była najlepszą z zawodniczek polskich startujących na mistrzostwach świata: w 1976 (Włochy), w 1978 (Jugosławia) i w 1980 (Bułgaria). Po raz pierwszy tytuł mistrzyni Polski zdobyła w 1980 (Łódź), po raz drugi w 1981 (Gliwice), po raz trzeci w 1983 (Oleśnica), po razy czwarty w 1984 (Kielce), po raz piąty w 1985 (Gliwice), po raz szósty w 1986 (Piotrków Trybunalski), po raz siódmy w 1987 (Katowice) i po raz ósmy w 1989 (Jelenia Góra). Startując w mistrzostwach świata w 1982 roku (Czechosłowacja) zajęła najlepsze miejsce spośród Polek. Biorąc udział wielokrotnie w zawodach międzynarodowych zajmowała czołowe miejsca w klasyfikacji końcowej, a także otrzymywała medale. Jako pierwsza kobieta w Polsce wykonała 3000. skok ze spadochronem (1982). Ma wykonanych 6655+ skoków spadochronowych w tym niebezpieczny wypadek, gdy podczas skoku wpadła w spadochron koleżanki, plus kilka złamań i kilka lądowań ze spadochronem zapasowym, gdyż główny się nie otworzył. 5 kwietnia 2003 otrzymała Tytuł członka honorowego Aeroklubu Gliwickiego.
Członek V Oddziału we Wrocławiu Związku Polskich Spadochroniarzy. 16 marca 2011 została uhonorowana Złotym Medalem za zasługi w działalności na rzecz Związku. 28 marca 2000, w Pałacu Prezydenckim, minister Marek Dukaczewski, Podsekretarz Stanu w Biurze Bezpieczeństwa Narodowego w imieniu Prezydenta Rzeczypospolitej Polskiej Aleksandra Kwaśniewskiego, w uznaniu wybitnych zasług w działalności społecznej i za osiągnięcia w rozwijaniu sportu spadochronowego, zasłużonemu działaczowi Związku Polskich Spadochroniarzy Krystynie Pączkowskiej wręczył Złoty Krzyż Zasługi.
Absolwentka Akademii Wychowania Fizycznego we Wrocławiu. Fotoreporterka Przeglądu Sportowego. Za lata pracy, jako fotoreporter trójkolorowej drużyny i oddanie WKS Śląsk Wrocław pani Krystyna została 20 lutego 2017 uhonorowana podczas konferencji prasowej na Stadionie Wrocław. Otrzymała dyplom i koszulkę WKS-u z podpisami zawodników. Specjalny list z podziękowaniami od prezydenta Rafała Dutkiewicza odczytał prezes Krzysztof Hołub, a pamiątkowy medal w imieniu Dolnośląskiego Związku Piłki Nożnej wręczył prezes Andrzej Padewski.

### Osiądnięcia sportowe
Osiągnięcia sportowe Krystyny Pączkowskiej podano za: Lidia Kosk: Wyniki Spadochronowych Mistrzostw Polski–konkurencje klasyczne, lata 1954–2012. sportspadochronowy.pl. [dostęp 2015-05-04]. (pol.).
- 1969 – 10–17 sierpnia VI Spadochronowe Mistrzostwa Polski Juniorów, Elbląg. III miejsce - Krystyna Pączkowska (Aeroklub Śląski).
- 1972 – 25 sierpnia–3 września XVI Spadochronowe Mistrzostwa Polski Katowice. Klasyfikacja indywidualna: XXVII miejsce Krystyna Pączkowska[3].
- 1973 – 9–18 września XVII Spadochronowe Mistrzostwa Polski, Łódź. II miejsce – Krystyna Pączkowska (WKS Wrocław).
- 1974 – 13–22 września  XVIII Spadochronowe Mistrzostwa Polski, Lublin. II miejsce – Krystyna Pączkowska (WKS Wrocław).
- 1977 – 6–17 września XXI Spadochronowe Mistrzostwa Polski, Katowice. III miejsce – Krystyna Pączkowska (WKS Wrocław).
- 1978 – 20–29 czerwca XXII Spadochronowe Mistrzostwa Polski, Włocławek. II miejsce – Krystyna Pączkowska (WKS Wrocław).
- 1980 – 28 czerwca–7 lipca XXIV Spadochronowe Mistrzostwa Polski, Łódź. I miejsce - Krystyna Pączkowska (WKS „Śląsk”).
- 1981 – 5–12 września  XXV Spadochronowe Mistrzostwa Polski konkurencje klasyczne – Gliwice 1981, Gliwice. I miejsce - Krystyna Pączkowska (WKS „Śląsk”).
- 1983 – 23–30 sierpnia XXVII Spadochronowe Mistrzostwa Polski, Oleśnica. I miejsce - Krystyna Pączkowska (WKS „Śląsk”).
- 1984 – 21–29 lipca XXVIII Spadochronowe Mistrzostwa Polski, Kielce. I miejsce - Krystyna Pączkowska (WKS „Śląsk”).
- 1985 – 22–31 sierpnia XXIX Spadochronowe Mistrzostwa Polski konkurencje klasyczne – Gliwice 1985, Gliwice. I miejsce - Krystyna Pączkowska (WKS „Śląsk”).
- 1986 – 8–16 sierpnia XXX Spadochronowe Mistrzostwa Polski, Piotrków Trybunalski. I miejsce - Krystyna Pączkowska (WKS „Śląsk”).
- 1987 – XXXI Spadochronowe Mistrzostwa Polski, Katowice. I miejsce - Krystyna Pączkowska (WKS „Śląsk”).
- 1989 – 21–28 sierpnia XXXIII Spadochronowe Mistrzostwa Polski, Jelenia Góra. I miejsce - Krystyna Pączkowska (WKS „Śląsk”).

## Galeria

Krystyna Pączkowska
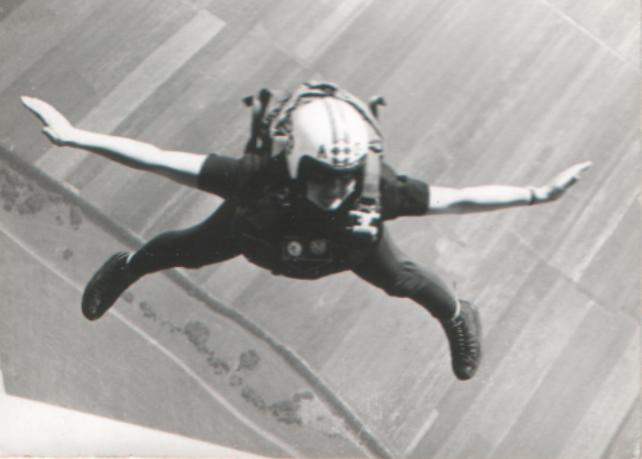
Nad gliwickim lotniskiem (1968)
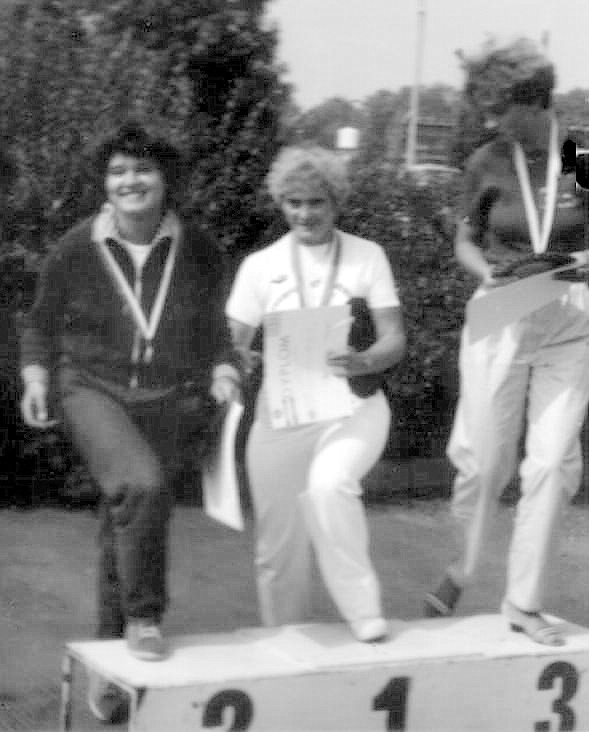
Krystyna Pączkowska – I miejsce, XXIX Spadochronowe Mistrzostwa Polski konkurencje klasyczne – Gliwice 1985
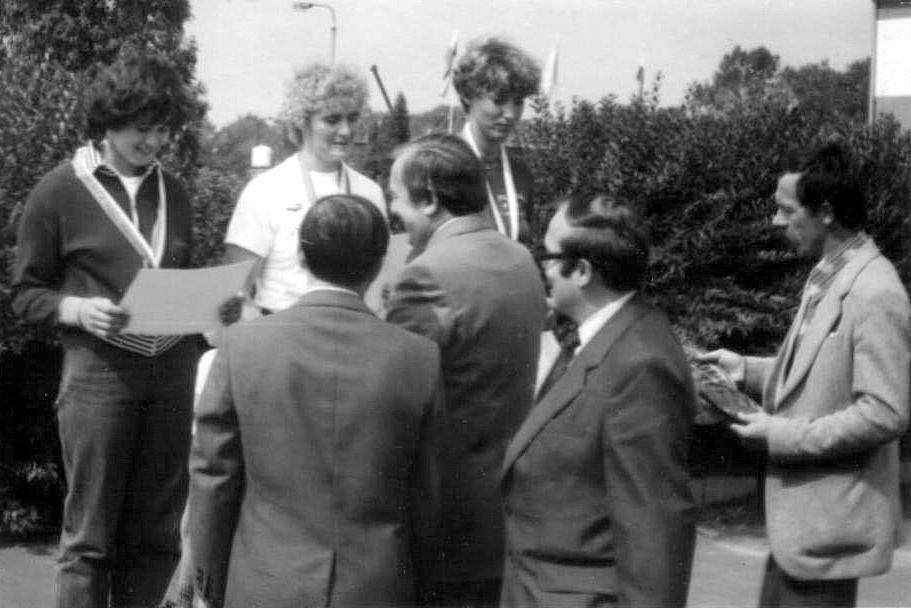
Krystyna Pączkowska – I miejsce, XXIX Spadochronowe Mistrzostwa Polski konkurencje klasyczne – Gliwice 1985